# 11 Batalion Strzelców (1939)
11 Batalion Strzelców (11 bs) – oddział piechoty Wojska Polskiego II RP nieistniejący podczas pokoju.

## Historia
W garnizonie Brody stacjonował II batalion 43 pułku piechoty, mający status oddziału detaszowanego.

## Mobilizacja
11 batalion strzelców został zorganizowany w dniach 13–15 sierpnia 1939 r. w ramach mobilizacji alarmowej w grupie zielonej w czasie Z+32 w Brodach. Sformowanie 11 batalionu strzelców nastąpiło poprzez przemianowanie pokojowego II batalionu 43 pułku piechoty i następnie zmobilizowanie go do etatu wojennego według organizacji wojennej L.3002/mob.org..
29 sierpnia 1939, o 8.00 w Brodach odbyła się przysięga i zgodnie z planem mobilizacyjnym „W”, dotychczasowy II batalion 43 pułku piechoty został przekształcony w 11 batalion strzelców, natomiast w jego miejsce, w Dubnie, został sformowany nowy II batalion 43 pp. Pod względem ewidencyjnym 11 batalion strzelców należał do Ośrodka Zapasowego Strzelców. Po południu batalion został załadowany do transportu kolejowego i odjechał w kierunku granicy zachodniej. 31 sierpnia w południe dojechał do Łobodna. Po wyładowaniu 31 sierpnia został przydzielony do Wołyńskiej Brygady Kawalerii. Otrzymał zadanie osłony południowego skrzydła brygady ugrupowanej na pozycjach pod Mokrą. Z uwagi na późne przybycie, batalion nie zdążył rozwinąć się na głównej pozycji obronnej przed rozpoczęciem bitwy pod Mokrą.

## 11 bs w kampanii wrześniowej

### Działania bojowe

#### Działania osłonowe na lewym skrzydle Wołyńskiej Brygady Kawalerii
1 września 1939 rano batalion obsadził stanowiska na wschód od linii kolejowej Śląsk–Gdynia w okolicach Kołaczkowic. Strona niemiecka ostrzeliwała polskie pozycje ogniem artylerii, a lotnictwo bombardowało okoliczne wsie i lasy. Dwukrotnie pozycje 11 bs były rozpoznawane przez pancerno-motorowe podjazdy niemieckie. Zostały one odrzucone przy użyciu armat przeciwpancernych. W trakcie boju pod Mokrą11 batalion osłaniał lewe skrzydło Wołyńskiej BK brygady, broniąc rejonu Łobodna. Około 14.00 na przedpolu obrony 11 bs pojawiły się niemieckie czołgi i piechota, a jego stanowiska obronne były atakowane przez niemieckie bombowce nurkujące. Późnym popołudniem strzelcy 11 batalionu wycofali się, zgodnie z rozkazem dowódcy Wołyńskiej BK, w rejon Ostrowy, gdzie do świtu 2 września przygotowali nowe stanowiska obronne.

#### Walki o lasy Łobodno
O świcie 2 września stanowiska batalionu znalazły się pod ostrzałem niemieckiej artylerii. Po około 6 godzinach ostrzału artyleryjskiego, na pozycję obronną batalionu wyszło natarcie niemieckiej piechoty wspartej czołgami. Natarcie zostało odparte, a broń przeciwpancerna 11 bs unieruchomiła 7 czołgów niemieckich. Następnie 11 bs odparł jeszcze dwa natarcia na swoje pozycje. Po 18.00, pod silnym ostrzałem niemieckiej artylerii, batalion zgodnie z otrzymanym rozkazem wycofał się w kierunku Aleksandrowa. 3 września do świtu 11 bs okopał się prowizorycznie na nowej pozycji obronnej. Rano stanowiska batalionu zbombardowały bombowce nurkujące, a na przedpolu Niemcy prowadzili intensywne rozpoznanie. Po tym na stanowiska batalionu wychodziły natarcia niemieckiej piechoty i czołgów, z różnym natężeniem walki. 11 bs utrzymał swoje stanowiska do zmroku. W nocy 3/4 września batalion odmaszerował w kierunku Pabianic.

#### Bój o Wolę Krzysztoporską i Jeżów
Po całonocnym marszu, rano 4 września 11 bs dotarł w okolice Pabianic i przeszedł na całodniowy odpoczynek i odtworzenie zdolności bojowej. O północy 11 batalion strzelców zadysponowany przez dowódcę Grupy Operacyjnej „Piotrków” gen. bryg. Wiktora Thommée, podjął marsz do lasu Graby koło wsi Kacprów. Mając za zadanie osłonić styk Armii „Łódź” i 19 Dywizji Piechoty z północnego zgrupowania Armii „Prusy”. 11 bs stanął między Bełchatowem na wschód od stanowisk 2 pułku piechoty Legionów w rejonie Borowskich Gór, a szosą na Piotrków Trybunalski, gdzie powstała 20 kilometrowa luka. Niemiecka 1 Dywizja Pancerna opanowała Rozprzę, Jeżów i Kisiele. Po przybyciu w ten rejon ppłk Władysław Warchoł został podporządkowany dowódcy 2 pp Leg. od którego otrzymał zadanie bojowe wykonania natarcia na Wolę Krzysztoporską, Rozprzę i Jeżów. W tym celu zostały mu podporządkowane dwudziałowa 2 bateria 2 dywizjonu artylerii konnej i 2 kompania czołgów 2 batalionu czołgów lekkich.
Przed natarciem ustalonym 5 września na godz. 10.30, na przedpolu lasu Graby ukazała się kolumna niemiecka z 11 czołgami, 2 ciągnikami holującymi działa i 10 samochodów ciężarowych z piechotą ze składu niemieckiej 1 DPanc. W ogniu czołgów 7 TP, armat 2 dak i broni maszynowej i ppanc. 11 bs rozbito niemiecką kolumnę, biorąc około 70 jeńców. Natarcie 11 bs wraz z czołgami i wspartych przez 2/2 dak pomimo silnego niemieckiego ostrzału pozwoliło zdobyć wieś Wolę Krzysztoporską. Dalsze natarcie batalionu zmierzające w kierunku Jeżowa zostało zatrzymane w ogniem wszelkiej artylerii i zaległo. Do Jeżowa dotarły same czołgi. Przeprowadzony niemiecki kontratak z lasu Wygoda zmusił batalion do cofnięcia się do lasu Graby na podstawy wyjściowe. 11 batalion strzelców poniósł ogromne straty osobowe od ognia artylerii i czołgów. Na skraju lasu batalion zajął stanowiska ogniowe i odparł następujące po sobie niemieckie natarcia. Będąc atakowany przez niemieckie bombowce nurkujące i ostrzeliwany przez artylerię i czołgi. O godz. 18.30 odjechała wspierająca batalion 2 kczl ze stratą 5 zniszczonych i 6 uszkodzonych maszyn. Po zmroku żołnierze 11 batalionu strzelców wycofali się grupami z lasu Graby w kierunku na Mąkocice i Pabianice, mając zadanie dołączenia do macierzystej brygady. W boju batalion utracił od 50% do 70% stanu osobowego.

#### Odwrót
Część pozostałości batalionu przez Łódź i Łowicz po zakorkowanych drogach i atakowanymi przez niemieckie lotnictwo pomaszerowało do Warszawy. W Warszawie zebrani w Cytadeli pod dowództwem kpt. Franciszka Knapika, zostali wcieleni do batalionu piechoty „Sejm”. Batalion ten po sformowaniu skierowany został na Wolę i wziął udział w walkach w obronie Warszawy, aż do kapitulacji miasta. Druga grupa pozostałości batalionu pomaszerowała w rejon Otwocka i Garwolina, skąd przeszła na teren Lubelszczyzny i pod dowództwem ppłk. Władysława Warchoła odtwarzała 43 pułk piechoty. Ppłk Warchoł objął dowództwo odtworzonego 43 pp włączonego w skład XIII Brygady Piechoty podlegającej Kombinowanej Dywizji gen. bryg. Jerzego Wołkowickiego, Frontu Północnego.

## Organizacja wojenna i obsada personalna 1 września 1939
Organizacja wojenna i obsada personalna 1 września 1939
- dowódca batalionu – ppłk piech. Władysław Warchoł †1940 Charków
- zastępca dowódcy batalionu – mjr piech. Joachim Rogala
- adiutant – kpt. piech. Franciszek Teodor Knapik[a]
- lekarz – por. lek. Stefan Leszek Marciniak †1940 Charków[17]
- oficer gospodarczy - kpt. int. Władysław Grzymkowski
- dowódca 1 kompanii – kpt. Tadeusz Dębski
  - dowódca plutonu - ppor. Jerzy Jan Godorowski
- dowódca 2 kompanii – kpt. Aleksander Zawada
  - dowódca plutonu - ppor. Robert Sawicki
- dowódca 3 kompanii – por. Józef Pawlak
  - dowódca plutonu - ppor. Józef Krężel
- dowódca kompanii karabinów maszynowych – por. Paweł Górski †21 IX 1939 Łaszczów[18]
  - dowódca plutonu moździerzy – por. Józef Krężel
- dowódca plutonu łączności – kpt. Mieczysław Malinowski
- pluton pionierów
- pluton zwiadowców (drużyna kolarzy, sekcja zwiadu konnego)
- pluton przeciwpancerny
- pluton gospodarczy – ppor. rez. Marian Dworak

## Odznaczeni Virtuti Militari
Za udział w walkach w trakcie Kampanii wrześniowej odznaczonych orderem Virtuti Militari zostało jedenastu żołnierzy batalionu:
- ppłk piech. Władysław Warchoł
- kpt. Franciszek Teodor Knapik
- kpt. Aleksander Zawada
- por. Józef Krężel
- por. lek. Stefan Leszek Marciniak
- por. Józef Pawlak
- ppor. Jerzy Godorowski
- st. sierż. Władysław Goc
- sierż. Stanisław Prus
- plut. Karol Wróblewski
- kpr. Piotr Pudełko